# Blautia faecicola
Blautia faecicola es una bacteria grampositiva del género Blautia. Fue descrita en el año 2020. Su etimología hace referencia a heces. Es anaerobia estricta e inmóvil. Tiene un tamaño oval de 0,52-1,38 μm por 0,59-0,68 μm. Forma colonias circulares, opacas, de color gris pálido. Catalasa y oxidasa negativas. Se ha aislado de heces humanas. 